# كعكة كييف
كعكة كييف هي ماركة كعك تصنع في مدينة كييف، أوكرانيا منذ 6 ديسمبر 1956.